# John Kendrick (marino estadounidense)
John Kendrick (nacido John Kenrick, c. 1740-1794) fue un marino estadounidense que participó en Independencia Americana y en la exploración y comercio en el Pacífico, junto con su subordinado Robert Gray.

## Su vida en Estados Unidos
Kendrick nació hacia 1740 en lo que fuera el pueblo de Harwich, hoy Orleans Massachusetts en Nueva Inglaterra. Según los registros oficiales de Orleans, su apellido original fue Kenrick, al que añadió más tarde la letra "d". John Kendrick pertenecía a una familia de larga tradición marinera asentada en el cabo Cod. Tercer hijo de los siete de Solomon Kenrick y Elizabeth Atkins. Tuvo una educación semejante a la de tanta gente de su época. Su padre, fue marinero de bajo rango lo que acrecentó el deseo del joven por alcanzar el grado de capitán de barco. Desde los catorce años salía en pesqueros balleneros. A la edad de veinte años se unió a la tripulación de una goleta ballenera, propiedad de capitán Bangs. 
John Kendrick más tarde estuvo reclutado en la compañía del capitán Jabes Snow, pariente suyo, durante la guerra contra los franceses de 1762. Como la mayoría de los naturales del cabo Cod entonces, fue alistado durante ocho meses y no más. Todo lo que se sabe acerca de él, entre 1762 y los 1770, es que era propietario de algunos barcos mercantes y que casó con Hulda Pease (de Edgartown, Martha's Vineyard).
Se cree que participó en el Motín del té de Boston, el 16 de diciembre de 1773, antecedente de la Guerra de Independencia de los Estados Unidos. Fue un patriota americano, que en 1777 comandaba el barco Fanny, de 18 cañones y una tripulación de cien marineros. Capturó algunos barcos ingleses, lo que le proporcionó dinero para el mantenimiento de la causa americana y riqueza para construir su casa en Wareham (Massachusetts). No obstante, los barcos ingleses HMS Bruto y HMS Little Bruto le capturaron en noviembre de 1779. Pero pronto fue liberado, intercambiado como prisionero de guerra. Estuvo al mando de los bergantines Count d’Estang (1780), de dieciséis cañones, y una tripulación de cien hombres, y del Marianne.
Cuando la guerra terminó en 1783, Kendrick volvió a la navegación de cabotaje y a la pesca ballenera. No se sabe mucho de él en los años que median entre el final de la guerra y el viaje al Pacífico Noreste.

## La Expedición Columbia 1787-1794

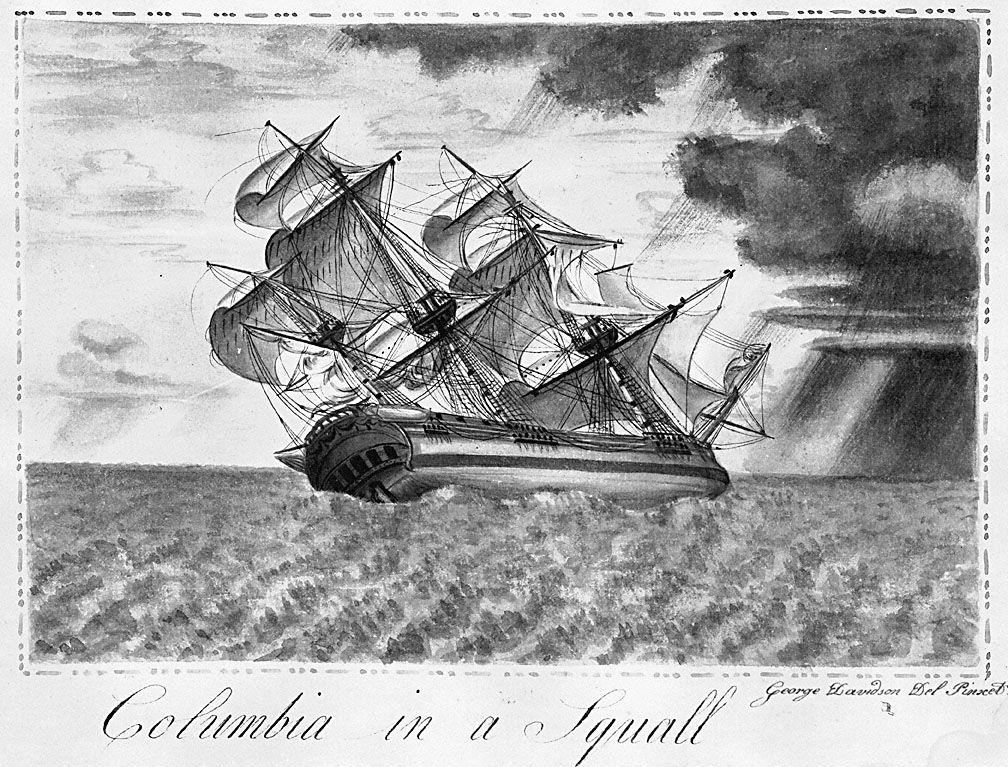
El Columbia en apuros

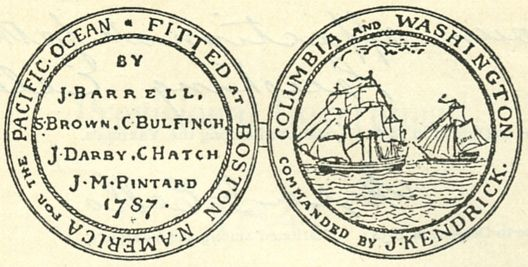
Medalla conmemorativa de la expedición del Columbia y del Washington, 1787-1794

El bostoniano Joseph Barrell financió la Expedición  Columbia de 1787, que incluía el velero Columbia Rediviva, capitaneado por Kendrick, y el balandro Lady Washington, capitaneado por Robert Gray, su subordinado. Entre los 40 miembros de la tripulación se encontraba un marinero de 19 años, Robert Haswell, único que llevaba un diario llegado a nuestros días, que no gustó a Kendrick; el segundo oficial del Columbia, de 25 años, Joseph Ingraham, veterano de la marina de Massachusetts, prisionero de guerra durante la revolución y, más tarde, capitán del Hope dedicado en los 1790 al comercio de pieles; y el veterano Simeon Woodruff, que navegó en el famoso tercer viaje alrededor del mundo del capitán Cook, a bordo del HMS Resolution.
La Expedición salió de Boston el 1 de octubre de 1787. Llegó a las islas de Cabo Verde el 9 de noviembre. Después de pelearse con Kendrick, Simeón Woodruff con su equipaje fue abandonado en las islas. Amargado por el trato recibido, el marinero aceptó que un capitán español, que pasaba por las islas, le llevara a Madeira. Finalmente regresó a los Estados Unidos y vivió en Connecticut la mayor parte del resto de su vida.
Kendrick reanudó el viaje el 21 de diciembre, y llegó a Brett's Harbor en el lado este de las islas Malvinas (las Falkland) el 16 de febrero de 1788. El 1 de abril, Kendrick puso rumbo al Pacífico por el Cabo de Hornos en vez de por el estrecho de Magallanes. Los dos barcos se perdieron de vista. Kendrick sobrevivió a la tormenta y llegó a las islas Juan Fernández con 2 hombres muertos y unos cuantos enfermos de escorbuto. 
El Columbia continuó hacia el norte, hasta Friendly Cove, en la bahía de Nutka. El Washington había llegado unas pocas semanas antes a Nutka. Coincidieron por allí con dos barcos ingleses del comerciante y explorador John Meares, el Iphigenia, capitaneado por William Douglas, y el North West America, de Robert Funter, que al poco partieron para Hawái y China. Kendrick optó por pasar el invierno de 1788-89 allí, afianzando relaciones amistosas con los indios nativos y mejorando su posición respecto a los británicos en el comercio de pieles.
En la primavera, Kendrick envió al Washington hacia el sur, hasta Wickaninnish (en Clayoquot Sound), donde consiguió muchas pieles de nutria, y luego hasta el estrecho de Juan de Fuca.  Regresó a Nootka el 22 de April. Mientras, Kendrick había construido un fuerte al que llamó Fort Washington. 
En mayo, Gray se llevó al Washington hacia el norte, siguiendo al buque inglés Iphigenia. A la salida de Nutka, Gray se topó con el barco español La Princesa, mandado por el oficial Esteban José Martínez, que acababa de tomar posesión de Nutka para España. Martínez le comunicó que estaban en aguas españolas y exigió información de sus negocios. No obstante, le permitió seguir sabiendo que el barco mayor, el Columbia, quedaba atrapado en el estrecho de Nutka (Nootka Sound).
A su vuelta, el 17 de junio de 1789, Gray se encontró con que los españoles dominaban la situación. Habían construido un fuerte, el San Miguel, y habían capturado los dos barcos ingleses. Dejaron marchar al Iphigenia pero se retuvo al North West America. Todavía detuvieron a un tercer barco inglés, el Princess Royal. La llegada del barco británico Argonaut, del capitán James Colnett, empeoró la situación en la zona, la llamada Crisis de Nutka, resuelta en las Convenciones de Nutka (1790-1794).
El 15 de julio, el Columbia y el Washington, dejaron Nutka. Llegaron al estrecho (sound) de Clayoquot, donde permanecieron dos semanas. Kendrick se aventuraría por el noroeste aprovechando que los ingleses habían quedado fuera de juego del comercio de pieles debido a la crisis de Nutka. El 30 de julio Gray se llevó al Columbia hacia las Hawái y China. Gray volvió a Boston vía Canton (China). Más tarde organizó un segundo viaje con el Columbia, que entraría en el llamado río Columbia, en el límite de los actuales estados de Oregón y Washington. El estado americano de Washington lleva ese nombre por el barco de Kendrick.
Kendrick subió por la costa de la isla Vancouver a fines de junio de 1789. Comerció con los indios Haida, en las islas Reina Carlota (Queen Charlotte Islands). Los indios robaron ropas, lo que enfadó a Kendrick, quien encerró al jefe indio y no lo soltó hasta que fueron devueltas. El jefe indio, Koyah, quedó muy amargado por el incidente y de ahí viene el odio de esas tribus hacia los "hombres de Boston", como llamaban a cualquier comerciante americano que se acercaba por esos lares. Otra versión cuenta que Kendrick ató a dos jefes indios a un cañón, y les amenazó con matarlos si no aceptaban venderle la totalidad de sus pieles al precio que él imponía, con el pretexto de que habían robado prendas de vestir.
Kendrick marchó a las Islas Sandwich (ahora Hawaii) y luego a Macao en enero de 1790. Salió de Macao en marzo de 1791, ahora acompañado de William Douglas, el antiguo capitán del Iphigenia, entonces capitán del barco americano, Grace. Llegó a Japón el 6 de mayo de 1791. Seguramente fue el primer americano que se encontró con los japoneses. Al día siguiente, la llegada de un tifón le obligó a navegar hacia el noreste. Pronto tuvo problemas con los japoneses hasta el punto de rodearse de una guardia samurái para evitar que las cosas empeoraran. El 17 de mayo partió con Douglas hasta las islas Bonin.
Kendrick regresó a América, de nuevo hasta la zona habitada por los indios Haida, en las islas Reina Carlota. Estos no habían olvidado el incidente de 1789 y, cuando se encontraron de nuevo con el capitán, hubo pelea. El 13 de junio de 1791, los indios rodearon el barco, subieron y se hicieron con el baúl de armas del Washington. Siguió una cruenta lucha en la que se emplearon armas varias y hasta el cañón. Hubo varias decenas de indios muertos, entre ellos una aguerrida mujer, mientras el resto volvía a su poblado.: 63 El jefe Coyah fue sustituido por Ahliko. Con el tiempo, la población de los Haida decreció y su relación con los "blancos" empeoró. Esto se manifestó en su aspecto más fiero (iban más sucios, las caras pintadas en negro y el pelo corto) y en sus acciones: En los siguientes meses y años tuvieron éxito capturando algunos barcos y masacrando a sus tripulaciones (Solomón, segundo hijo de Kendrick, pereció en uno de estos ataques).
Kendrick salió raudo y llegó a la Bahía Marvinas, próximo a Nutka, el 12 de julio de 1791. Martínez había sido reemplazado por Francisco de Eliza, pero esto no supuso un problema. Construyó un pequeño fuerte, el Fort Washington en la Clayoquot Sound, a fines de agosto. Mientras Gray siguió hacia la costa noroeste y montó su propio cuartel, el Fort Defiance (Fuerte Desafío). 
El negocio de las pieles continuaba y en diciembre el capitán Kendrick volvió a Macao. Los Chinos Han rehusaron comprar sus pieles ese año porque andaban peleados con los rusos. Finalmente Kenrick consiguió vender las pieles en marzo de 1792. Debido al mal tiempo, permaneció en Macao hasta la primavera de 1793. Luego navegó entre las islas Sandwich y la Clayoquot Sound (Nutka) hasta octubre de 1794, para encontrarse después con su hijo John Kendrick junior, que navegaba en un barco español llamado Aranzazú.
Arribó a Honolulu, capital de Oahu y conocida entonces como Fair Haven, el 3 de diciembre de 1794. Había otros dos veleros ingleses: el Jackal, capitaneado por William Brown, y el Prince Lee Boo, del capitán Gordon. Por entonces Kaeokulani, el jefe hawaiano de Kauai, invadió Oahu encontrando poca resistencia de su sobrino Kalanikūpule. Brown y Kendrick apoyaron con hombres a las fuerzas de Kalanikūpule en la que más tarde se llamó la Batalla de Kalauao. Los guerreros de Kaeo se retiraron a un pequeño barranco y Kaeo trató de escapar, pero los hombres de Brown y Kendrick a base de cañonazos descubrieron la posición de éste que fue alcanzado por los hombres de Kalanikūpule. Los guerreros de Oahu mataron a Kaeo junto con sus esposas y sus jefes. La batalla terminó con Kalanikūpule como vencedor.
A las 10:00 horas e la mañana del 12 de diciembre de 1794, el barco de Kendrick celebró la victoria disparando 13 salvas para saludar al Jackal, el barco amigo inglés. Este respondió con salvas también, pero desgraciadamente una de ellas llevaba munición real, que explotó en el Washington matando al Capitán Kendrick y a otros. Los muertos fueron enterrados en una playa próxima, entre palmeras. John Howel, capellán de Kendrick, ofició el funeral.

## Legado
La bahía Kendrick (Bay) y las Islas Kendrick (Islands), en Alaska, recibieron su nombre en honor de John Kendrick.